# Amán
Amán (a veces también escrito Ammán; en árabe عمّان, tr. ʿAmmān) es la capital del Reino Hachemita de Jordania además de ser el centro comercial, industrial y administrativo del reino. Su población es de 4 007 526, siendo el 40 por ciento aproximadamente de la población del país. Es una de las ciudades árabes más liberales y occidentalizadas.
La gobernación de Amán se divide en nueve distritos, cinco de los cuales se dividen en subdistritos. El Municipio de Gran Amán incluye 22 áreas que se dividen en vecindarios.

## Toponimia
ʻAmmān (عَمّان), nombre árabe de la ciudad, proviene del amonita, forma del cananeo, Rabbath’ Ammôn ( רב עמון); es decir "Capital de Ammón", o de los amonitas. Ammón, literalmente, significa: "del pueblo" y era el nombre de un reino de la Edad de Hierro ubicado en Transjordania. En el siglo III a. C. Ptolomeo II Filadelfo reconstruyó la ciudad en estilo helenístico, dándole el apelativo de Filadelfia (en griego antiguo: Φιλαδέλφεια; literalmente "amor fraternal") tomado del suyo. Con este nombre pasó al dominio seleúcida y luego, romano. Pompeyo la hizo formar parte de la Decápolis, una alianza de ciudades helenísticas.
La forma actual del nombre proviene del dialecto árabe de los Beni Gassan, quienes estuvieron presentes en el área desde el siglo IV.

## Historia
De las diversas civilizaciones que han poblado Amán, la primera que quedó registrada lo hizo en el periodo neolítico, unos 8500 años antes de nuestra era. Los descubrimientos arqueológicos de Ain Gazal, al este de la ciudad, muestran también la evidencia del crecimiento de la producción artística, convirtiéndola en una de las más avanzadas de la época.
En la Edad de Bronce (3200-2000 a. C.), la Ciudadela de Amán (al Qala’a) se convirtió en el centro neurálgico de la población. Entre el 2000 y el 1550 a. C. la fortaleza fue amurallada con paredes de mampostería inclinada (Glacis). En este período será importante para la ciudad el desarrollo de intercambios comerciales con Egipto, desde donde se importan vasos de alabastro, vasijas de cerámica y escarabajos. Ya en el Bronce tardío (1550-1200 a. C.) Amán ampliará vínculos comerciales con Chipre y las islas micénicas. Durante la Edad de Hierro (1200-539 a. C.),  la región era conocida como Canaán, territorio que abarcaba los actuales estados de Jordania e Israel. Entre los siglos XV y XIII a. C., Canaán quedará dividida en pequeños reinos mencionados en el Antiguo Testamento: Edom (sur), Moab (centro), Bashan (centro), Gilead (norte).
Posteriormente entre 1220 y 1190 a. C., los israelitas concretaron su dominio sobre estos territorios. En el siglo X a. C. , el rey David conquista Rabbath Ammon. Aquí tendrá lugar el episodio bíblico de la muerte de Urías el Hitita (oficial del rey David) y la conquista de su mujer Betsabé por parte del monarca David. De esta relación entre Betsabé y David nace el futuro monarca Salomón. En este siglo X Amán recobra la independencia y se convierte en capital de un reino amonita. En el siglo XIII a. C., Amán fue llamada Rabbath 'Ammôn por los amonitas (hebreo רבת עמון, Rabat Amón). En el año 722 a. C. los asirios desplazan a los israelitas del poder y el territorio del Jordán pasará a dividirse en provincias. Tras la conquista de los asirios, siguieron los persas, y más tarde los griegos, que la llamaron Filadelfia (en griego Φιλαδελφια). En el siglo I a. C., Filadelfia cayó bajo control romano y fue agrupada a la Decápolis (una liga de diez ciudades de cultura grecorromana en Oriente Medio).
Entre los siglos III y I a. C. llegaron griegos (veteranos de las campañas de Alejandro Magno) que convivirán con los judíos ya asentados en la zona y los nabateos (árabe nómades llegados en el siglo VII a. C.), ampliando la diversidad cultural de Filadelfia (Amán). Los romanos construyeron la ciudad con calles franqueadas por columnas, baños, un teatro y grandes edificios públicos. Filadelfia prosperó dentro de la nueva provincia romana de Arabia y fue punto clave de las rutas comerciales que atravesaban el mar Mediterráneo y seguían hacia India y China, así como hacia el norte y el sur.
En 324, el cristianismo fue impuesto como religión imperial y Filadelfia se convirtió en sede episcopal. La expansión del islam llegó en el año 635 d. C. Para frenar a este avance el emperador bizantino Heraclius les presentó batalla en 636 en el río Yarmuk, al noroeste de la aún Filadelfia. La victoria de los árabes consolidó la presencia musulmana. El nombre semítico Amánl procede de la época del reino gasánida, un reino árabe cristiano, aliado de Bizancio. Tras la expansión musulmana Amán floreció bajo los omeyas y los abbasíes. Luego sufrió terremotos y desastres varios. Debido a los diversos cambios políticos sufridos por la ciudad a lo largo de los siglos siguientes, la fortuna de Amán fue en declive. Durante las cruzadas y bajo el dominio de los mamelucos de Egipto, la importancia de Amán descendió y la ciudad de Karak, más al sur, ocupó su puesto.
En 1921 el rey Abdullah I de Jordania la hizo sede de su nuevo gobierno y más tarde capital del reino.
Amán siguió siendo una ciudad pequeña hasta 1948. Desde entonces, la población ha ido creciendo de manera sostenida como resultado del influjo de refugiados palestinos. Las áreas residenciales se han ido expandiendo hacia las colinas circundantes.

## La ciudad actual

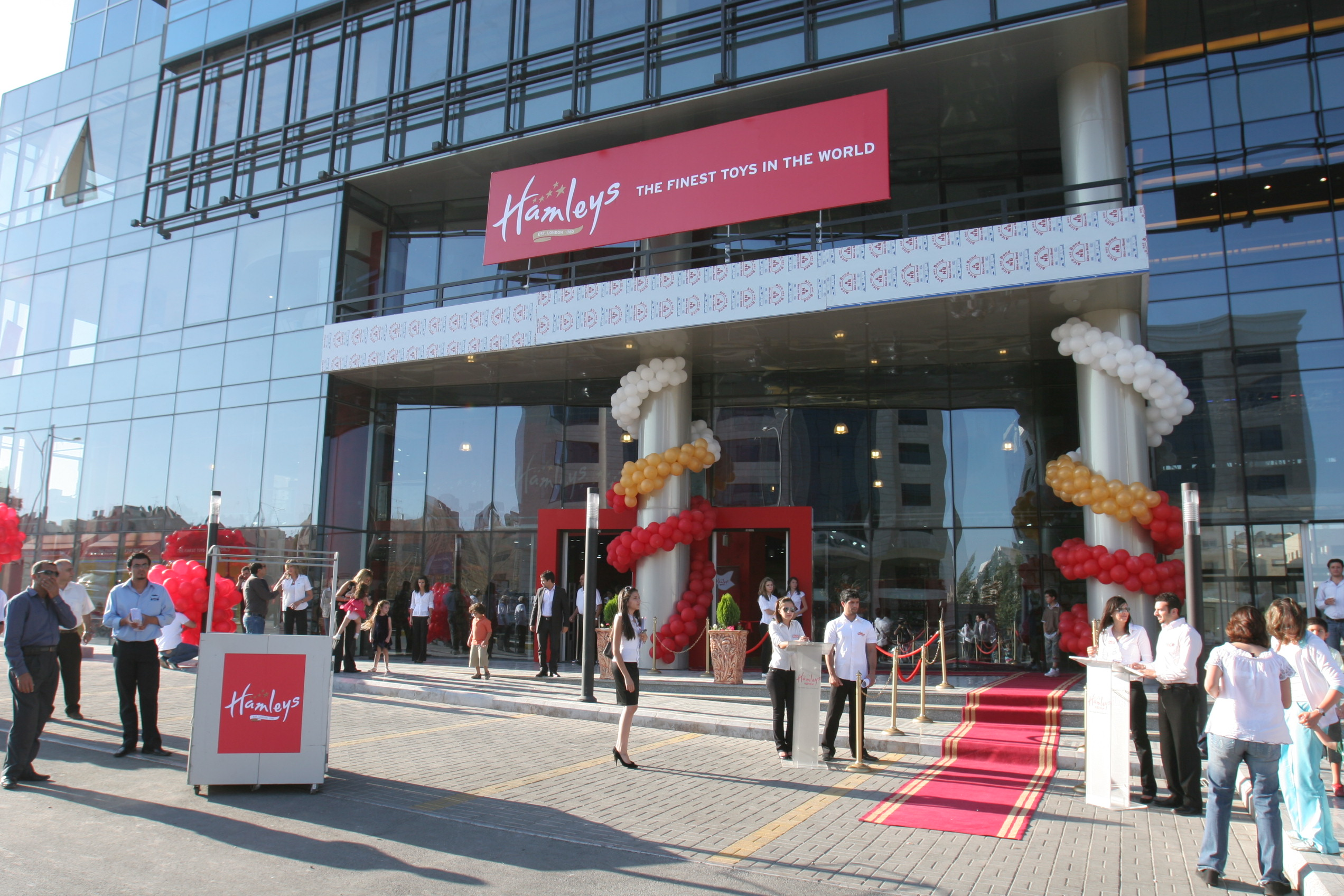
Calle Mecca.

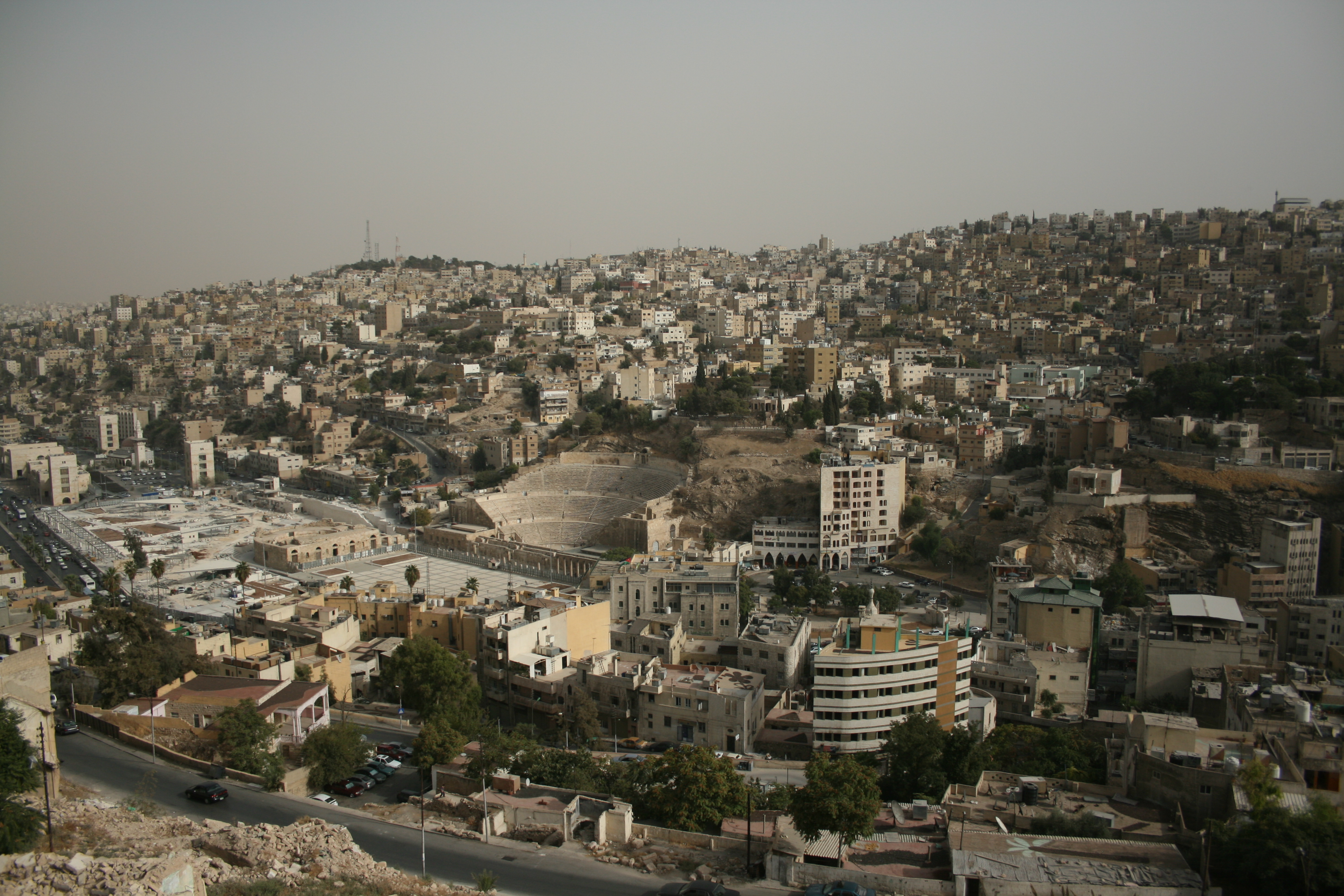
Vista de Amán desde la Ciudadela.

Amán es actualmente una ciudad moderna, que alberga a musulmanes (90 %) y cristianos. Conviven edificios de estilo moderno, situados en las nuevas urbanizaciones al oeste de la ciudad, con el tradicional zoco, en el centro.
A 45 minutos por carretera se encuentra el lugar donde, según la tradición, Jesús fue bautizado en las aguas del río Jordán.
Son muchos los lugares de interés turístico que ofrece Amán, pero se destaca sin lugar a dudas la ciudadela, la antigua acrópolis griega, el teatro romano. Además se pueden visitar los restos de un periodo muy significativo de la capital de Jordania, la mezquita del rey Abdullah, moderna pero de maravillosa belleza, de la que destaca la gran cúpula azul.

## Geografía
Amán está situada en una región montañosa del noroeste de Jordania. Originalmente la ciudad se desarrolló sobre siete colinas, pero en la actualidad se extiende en un área de diecinueve colinas (cada una de ellas denominadas un Yabal, Tal, monte o montaña). Las áreas principales de Amán toman sus nombres de las colinas y montes en cuyas pendientes se encuentran. La altura de la ciudad varía de una colina a otra y oscila entre 700 y 1100 m (2300-3600 pies).

## Climatología
| Parámetros climáticos promedio de Amán              | Parámetros climáticos promedio de Amán | Parámetros climáticos promedio de Amán | Parámetros climáticos promedio de Amán | Parámetros climáticos promedio de Amán | Parámetros climáticos promedio de Amán | Parámetros climáticos promedio de Amán | Parámetros climáticos promedio de Amán | Parámetros climáticos promedio de Amán | Parámetros climáticos promedio de Amán | Parámetros climáticos promedio de Amán | Parámetros climáticos promedio de Amán | Parámetros climáticos promedio de Amán | Parámetros climáticos promedio de Amán |
| Mes                                                 | Ene.                                   | Feb.                                   | Mar.                                   | Abr.                                   | May.                                   | Jun.                                   | Jul.                                   | Ago.                                   | Sep.                                   | Oct.                                   | Nov.                                   | Dic.                                   | Anual                                  |
| --------------------------------------------------- | -------------------------------------- | -------------------------------------- | -------------------------------------- | -------------------------------------- | -------------------------------------- | -------------------------------------- | -------------------------------------- | -------------------------------------- | -------------------------------------- | -------------------------------------- | -------------------------------------- | -------------------------------------- | -------------------------------------- |
| Temp. máx. abs. (°C)                                | 23.0                                   | 27.3                                   | 32.6                                   | 37.0                                   | 38.7                                   | 40.6                                   | 43.4                                   | 43.2                                   | 40.0                                   | 37.6                                   | 31.0                                   | 27.5                                   | 43.4                                   |
| Temp. máx. media (°C)                               | 12.3                                   | 13.6                                   | 17.2                                   | 22.6                                   | 27.5                                   | 30.6                                   | 32.0                                   | 32.3                                   | 30.6                                   | 26.7                                   | 19.8                                   | 14.4                                   | 23.5                                   |
| Temp. media (°C)                                    | 8.1                                    | 9.0                                    | 12.1                                   | 16.9                                   | 21.1                                   | 24.3                                   | 26.0                                   | 26.1                                   | 24.2                                   | 20.6                                   | 14.5                                   | 9.9                                    | 17.7                                   |
| Temp. mín. media (°C)                               | 3.6                                    | 4.2                                    | 6.1                                    | 9.5                                    | 13.5                                   | 16.6                                   | 18.5                                   | 18.6                                   | 16.6                                   | 13.8                                   | 9.3                                    | 5.2                                    | 11.3                                   |
| Temp. mín. abs. (°C)                                | -10.0                                  | -9.5                                   | -8.2                                   | -2.6                                   | -0.9                                   | 3.2                                    | 7.0                                    | 5.4                                    | 0.0                                    | -1.8                                   | -4.5                                   | -7.8                                   | -10.0                                  |
| Precipitación total (mm)                            | 63.4                                   | 61.7                                   | 43.1                                   | 13.7                                   | 3.3                                    | 0                                      | 0                                      | 0                                      | 0.3                                    | 6.6                                    | 28.0                                   | 49.2                                   | 269.3                                  |
| Días de precipitaciones (≥ 1 mm)                    | 11.0                                   | 10.9                                   | 8.0                                    | 4.0                                    | 1.6                                    | 0.1                                    | 0                                      | 0                                      | 0.1                                    | 2.3                                    | 5.3                                    | 8.4                                    | 51.7                                   |
| Horas de sol                                        | 179.8                                  | 182.0                                  | 226.3                                  | 266.6                                  | 328.6                                  | 369.0                                  | 387.5                                  | 365.8                                  | 312.0                                  | 275.9                                  | 225.0                                  | 179.8                                  | 3298.3                                 |
| Fuente n.º 1: World Meteorological Organization     |                                        |                                        |                                        |                                        |                                        |                                        |                                        |                                        |                                        |                                        |                                        |                                        |                                        |
| Fuente n.º 2: Hong Kong Observatory(sun, 1961–1990) |                                        |                                        |                                        |                                        |                                        |                                        |                                        |                                        |                                        |                                        |                                        |                                        |                                        |

| Parámetros climáticos promedio de Este de Amán              | Parámetros climáticos promedio de Este de Amán | Parámetros climáticos promedio de Este de Amán | Parámetros climáticos promedio de Este de Amán | Parámetros climáticos promedio de Este de Amán | Parámetros climáticos promedio de Este de Amán | Parámetros climáticos promedio de Este de Amán | Parámetros climáticos promedio de Este de Amán | Parámetros climáticos promedio de Este de Amán | Parámetros climáticos promedio de Este de Amán | Parámetros climáticos promedio de Este de Amán | Parámetros climáticos promedio de Este de Amán | Parámetros climáticos promedio de Este de Amán | Parámetros climáticos promedio de Este de Amán |
| Mes                                                         | Ene.                                           | Feb.                                           | Mar.                                           | Abr.                                           | May.                                           | Jun.                                           | Jul.                                           | Ago.                                           | Sep.                                           | Oct.                                           | Nov.                                           | Dic.                                           | Anual                                          |
| ----------------------------------------------------------- | ---------------------------------------------- | ---------------------------------------------- | ---------------------------------------------- | ---------------------------------------------- | ---------------------------------------------- | ---------------------------------------------- | ---------------------------------------------- | ---------------------------------------------- | ---------------------------------------------- | ---------------------------------------------- | ---------------------------------------------- | ---------------------------------------------- | ---------------------------------------------- |
| Temp. máx. abs. (°C)                                        | 23.0                                           | 27.3                                           | 32.6                                           | 37.0                                           | 38.7                                           | 40.6                                           | 43.5                                           | 43.7                                           | 40.0                                           | 37.6                                           | 31.0                                           | 27.5                                           | 43.7                                           |
| Temp. máx. media (°C)                                       | 12.7                                           | 13.9                                           | 17.6                                           | 23.3                                           | 27.9                                           | 30.9                                           | 32.5                                           | 32.7                                           | 30.8                                           | 26.8                                           | 20.1                                           | 14.6                                           | 23.7                                           |
| Temp. media (°C)                                            | 8.5                                            | 9.4                                            | 12.4                                           | 17.1                                           | 21.4                                           | 24.6                                           | 26.5                                           | 26.6                                           | 24.6                                           | 21.0                                           | 15.0                                           | 10.2                                           | 18.1                                           |
| Temp. mín. media (°C)                                       | 4.2                                            | 4.8                                            | 7.2                                            | 10.9                                           | 14.8                                           | 18.3                                           | 20.5                                           | 20.4                                           | 18.3                                           | 15.1                                           | 9.8                                            | 5.8                                            | 12.5                                           |
| Temp. mín. abs. (°C)                                        | -4.5                                           | -4.4                                           | -3.0                                           | -3.0                                           | 3.9                                            | 8.9                                            | 11.0                                           | 11.0                                           | 10.0                                           | 5.0                                            | 0.0                                            | -2.6                                           | -4.5                                           |
| Precipitación total (mm)                                    | 60.6                                           | 62.8                                           | 34.1                                           | 7.1                                            | 3.2                                            | 0.0                                            | 0.0                                            | 0.0                                            | 0.1                                            | 7.1                                            | 23.7                                           | 46.3                                           | 245.0                                          |
| Días de precipitaciones (≥ 1 mm)                            | 11.0                                           | 10.9                                           | 8.0                                            | 4.0                                            | 1.6                                            | 0.1                                            | 0.0                                            | 0.0                                            | 0.1                                            | 2.3                                            | 5.3                                            | 8.4                                            | 51.7                                           |
| Horas de sol                                                | 179.8                                          | 182.0                                          | 226.3                                          | 266.6                                          | 328.6                                          | 369.0                                          | 387.5                                          | 365.8                                          | 312.0                                          | 275.9                                          | 225.0                                          | 179.8                                          | 3289.7                                         |
| Fuente n.º 1:                                               |                                                |                                                |                                                |                                                |                                                |                                                |                                                |                                                |                                                |                                                |                                                |                                                |                                                |
| Fuente n.º 2: NOAA (sun 1961–1990), Pogoda.ru.net (records) |                                                |                                                |                                                |                                                |                                                |                                                |                                                |                                                |                                                |                                                |                                                |                                                |                                                |

## Arqueología
Durante su larga historia, Amán ha sido habitada por varias civilizaciones. Los primeros vestigios datan del periodo Neolítico acerámico B, alrededor del 7250 a. C., del que se han encontrado restos arqueológicos en 'Ain Ghazal, situado en el este de la ciudad, que muestran evidencias no solo de un asentamiento, sino también del desarrollo de trabajos artísticos, que sugieren que los habitantes de la zona pertenecían a una cultura bien desarrollada durante ese tiempo. Se ha encontrado un menhir megalítico en Wadi Saqra.

## Atractivos turísticos
- La Ciudadela con el Templo de Hércules, una iglesia bizantina y el Palacio Omeya.
- El Museo Arqueológico de Jordania, con colecciones que abarcan desde la prehistoria hasta el siglo XV.
- El Museo de Jordania, el más grande del país, es también un museo arqueológico, y expone un rollo de cobre de los Rollos del mar Muerto y la estela de Mesa.
- El Museo del Folclore Jordano, que consta de una colección sobre la vida de los nómadas del desierto
- El Museo de Tradiciones Populares, sobre la vida cotidiana de los antiguos beduinos.[23]
- El Museo de los Niños de Jordania.
- El palacio Umeyyadov, cuya fachada es adornada con el grabado en la piedra
- El anfiteatro romano, en el cual se celebran conciertos y festivales, como así también otros eventos culturales.[24]
- El Monumento a los mártires, con un museo a los caídos en la Rebelión árabe contra el Imperio otomano.
- El Real Museo del Automóvil cuenta con coches antiguos de Husein ibn Ali[25] y el astromóvil de la película The Martian.

## Gastronomía

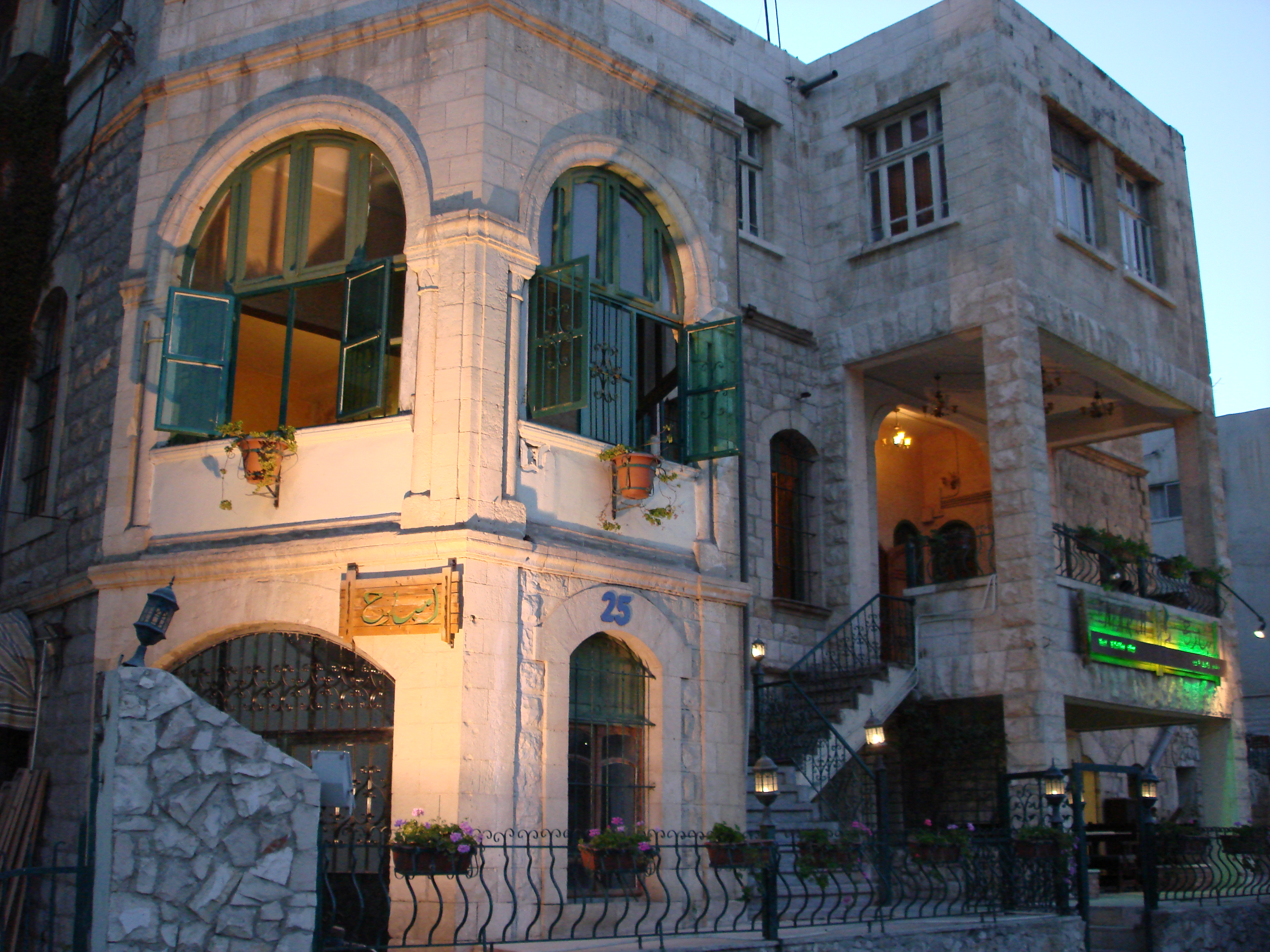
Café en Amán

El New York Times ha descrito así la cocina de Amán: «Se pueden encontrar vívidas verduras del Líbano, crujientes falafels de Siria, jugosos kebabs de Egipto y, más recientemente, platos de carne picante del vecino de Jordania, Irak. Es lo que se conoce como cocina del Levante; un antiguo término para designar el área situada entre el mar Mediterráneo y la península arábiga. Pero aquí la comida no es solo la suma de sus calorías. En esta política, religiosa y étnicamente tensa esquina del mundo, es un símbolo de su estirpe e identidad».

## Deporte
En Amán hay varios clubes de fútbol que han ganado el campeonato de la Primera División de Jordania: el Al Wihdat Club, el club más laureado del país, el Al Faisaly , el Shabab Al Ordon Al Qadisiya o el Al Jazira Ammán. Otro club de la Primera División de la ciudad es el Al-Baqa'a SC. Los dos principales estadios son el Estadio Rey Abdullah, con capacidad para 18 000 espectadores, y el Estadio Internacional de Amán, con 25 000 y donde juega sus partidos la selección de fútbol de Jordania.
En Amán se disputó el Campeonato Asiático de Atletismo de 2007 y el Campeonato Mundial de Campo a Través de 2009.
En Amán se celebra el Rally de Jordania, que forma parte del calendario del Campeonato Mundial de Rally de la FIA y es el principal evento deportivo del país. También se celebra en la ciudad el Sama Tournament, que forma parte del Trillium Championship.

## Medios de comunicación
La mayor parte de las emisoras de radio del país tiene su sede en Amán. Las emisoras en inglés son, en su mayoría, radios que emiten éxitos musicales y están enfocadas a jóvenes oyentes. Las emisoras en árabe, en cambio, tratan sobre religión, noticias, música árabe y otros temas locales.
Buena parte de los diarios y grupos de comunicación jordanos tienen su sede en Amán. La mayoría de los diarios jordanos se publican en la ciudad, como el Alghad, Ad-Dustour, y el The Jordan Times. En 2010, el diario Alghad fue designado como el 10.º diario más popular en el mundo árabe según la revista Forbes Middle-East. Al-Arab Al-Yawm es el único diario panarábico de Jordania.

## Aeropuertos
La ciudad dispone de dos aeropuertos: el Aeropuerto Civil de Amán y el Aeropuerto Internacional de la Reina Alia.

## Ciudades hermanas
Las ciudades hermanas de Amán son:
| - Mascate, Omán (1986) - Yida, Arabia Saudita (1988) - El Cairo, Egipto (1988) - Rabat, Marruecos (1988) - Islamabad, Pakistán (1989) - Bagdad, Irak (1989) - Saná, Yemen (1989) - Pekín, China (1990) - Ankara, Turquía (1992) - Jartum, Sudán (1993) - Nálchik, Rusia (1994) - Miami, Estados Unidos (1995) - Doha, Catar (1995) - Estambul, Turquía (1997) - São Paulo, Brasil, (1997) - Argel, Argelia (1998) - Bucarest, Rumanía (1999) | - Nuakchot, Mauritania (1999) - Túnez, Túnez (1999) - Sofía, Bulgaria (2000) - Beirut, Líbano (2000) - Pretoria, Sudáfrica (2002) - Tegucigalpa, Honduras (2002) - Chicago, Estados Unidos (2004) - Ginebra, Suiza (2005) - Milán, Italia (2005) - Calabria, Italia (2005) - Sarajevo, Bosnia y Herzegovina (2005) - Moscú, Rusia (2005) - Gobernación Central, Baréin (2006) - Biskek, Kirguistán (2006) - San Francisco, Estados Unidos (2010) - Tokio, Japón (2011) - Düsseldorf, Alemania |